# 江祀
江祀（5世纪—499年8月4日），字景昌，济阳郡考城（今河南兰考一带）人，南朝齐诗人。
祖父江遵，宁朔参军。父江德驎，司徒右长史。兄长江祏。齐明帝时江祀历任南郡王国常侍、秘书丞、晋安王镇北长史、南东海郡太守，行府州事。入朝为卫尉。永泰元年（498年）任侍中。明帝驾崩，命他与江祏、内弟卫尉刘暄、兄子始安王萧遥光、尚书令徐孝嗣等共同辅政。萧宝卷即位后，亲近小人，恣意骄横，行事不法。他常劝阻而萧宝卷不听，遂与江祏、刘暄谋立始安王萧遥光废黜萧宝卷，事败被杀。钟嵘《诗品》称其诗“明靡可怀”。